# 탑 파이브
탑 파이브(Top Five)는 미국에서 제작된 크리스 록 감독의 2014년 코미디, 멜로/로맨스 영화이다. 크리스 록 등이 주연으로 출연하였다.

## 출연

### 주연
- 크리스 록
- 로사리오 도슨

### 조연
- 가브리엘 유니온
- 아담 샌들러
- J. B. 스무브
- 로마니 말코
- 헤일리 마리 노먼
- 앤더스 홀름
- 세드릭 더 엔터테이너
- 우피 골드버그
- 제리 사인펠트
- 트레이시 모건
- 쉐리 세퍼드
- 클로데트 래리
- 벤 베린
- 레슬리 존스
- 케빈 하트
- 칼리 레드

## 제작진
- 배역: 빅토리아 토머스